# Christina Kokubo
Christina Kokubo (27 luglio 1950 – 9 giugno 2007) è stata un'attrice statunitense che ha lavorato in produzioni sia cinematografiche che televisive.

## Carriera
Christina Kokubo è apparsa in diversi film, in particolare si ricorda la sua partecipazione a La battaglia di Midway, colossal cinematografico del 1976, nel quale interpretava il ruolo di Haruko Sakura, una donna americano-giapponese che vive una difficile relazione sentimentale con un pilota di caccia della marina americana.
Ha inoltre partecipato a varie produzioni televisive, tra le quali il telefilm A cuore aperto, dove interpretava il ruolo del paramedico Faith Yee.

## Impegno sociale
Ha svolto per sette anni l'attività di insegnante di recitazione presso il Braille Institute di Los Angeles. Ha fondato, inoltre, il "Changing Perceptions: Theater by the Blind and Physically Disabled", associazione no-profit per persone portatrici di handicap.

## Morte
Christina è deceduta all'età di soli 56 anni, a causa di un tumore al seno.